# جاستن هايوارد
جاستن هايوارد (بالإنجليزية: Justin Hayward)‏ هو عازف قيثارة وكاتب أغاني ومغني بريطاني، ولد في 14 أكتوبر 1946 في سويندون في المملكة المتحدة.

## وصلات خارجية
- الموقع الرسمي
- جاستن هايوارد على موقع IMDb (الإنجليزية)
- جاستن هايوارد على موقع ميوزك برينز (الإنجليزية)
- جاستن هايوارد على موقع إن إن دي بي (الإنجليزية)
- جاستن هايوارد على موقع أول ميوزيك (الإنجليزية)
- جاستن هايوارد على موقع ديسكوغز (الإنجليزية)
- جاستن هايوارد على موقع قاعدة بيانات الفيلم (الإنجليزية)